# ヤロカ水
ヤロカ水（やろかみず）とは、江戸時代、尾張国、美濃国に出現した妖怪。遣ろか水、ヤロカの水、ヤロカの大水ともいう。
柳田國男の『妖怪談義』に記述されている。

## 特徴

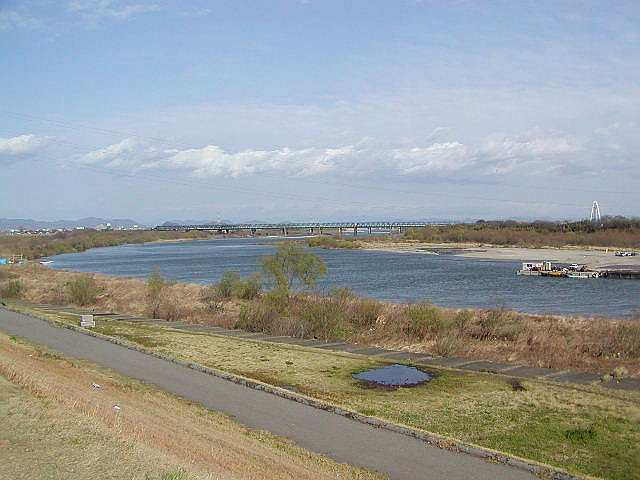
ヤロカ水の伝わる木曽川

愛知県、岐阜県の木曽三川（木曽川、長良川、揖斐川）流域一帯、特に木曽川流域で伝承される。
激しい雨の夜、川が増水するとやがて、「ヤロカヤロカ」（欲しいか欲しいか）という声が川の上流から聞こえてくる。この声に答えて「ヨコサバヨコセ」（貰えるのなら頂戴）と叫ぶと、瞬く間に川の水が増し、その答えた村人のいる村は一瞬のうちに水に飲み込まれるという。また、川面に赤い目や口が見えることもあるという。

## 正体
推定できる現象として、河川の洪水の初期段階は侵食が主体であるため、川岸や川底が濁流に洗われ大きな石が流れ転がる際の音を「ヤロカヤロカ」と表現し、終盤には上流で発生した土石流に伴う土砂が堆積し、水が溢れる際の状況を「ヨコサバヨコセ」と表現したものと考えられる。あるいは暴風雨の夜、暴風による風の音が、「ヤロカヤロカ」と聞こえた為とも推測される。木曽三川流域は、常に洪水の危険性があり、洪水に対する人々の不安から、若しくは後世への注意喚起のため創られたともいう。鉄砲水がその正体である、という説もある。

## 実際に存在したヤロカ水
このヤロカ水に該当する洪水は、実際に発生している。江戸時代の1650年（慶安3年）9月に、尾張国、美濃国で発生した大洪水である。この時、堤防はほとんどが決壊し、木曽三川流域は海のようになったという。記録によれば、大垣藩及びその周辺での死者は、3,000人以上だと伝えられている。この洪水で、木曽川沿いの尾張国丹羽郡上般若村が完全に流出し、村民は全滅に近い被害を出したと伝えられている。ヤロカ水で「ヨコサバヨコセ」と叫んだ村民は、この村の村民と伝えられている。
なお、尾張国丹羽郡上般若村とは現在の愛知県江南市の一部である。現在も、中般若町（旧：中般若村）、般若町（旧：下般若村）は存在するが、上般若の地名は無くなっている。
1687年（貞享4年）8月26日に木曽川が雨で増水した際には淵から「ヤロカヤロカ」と声が聞こえ、川を警戒していた者が「ヨコサバヨコセ」と叫ぶと川はさらに増水し、大洪水が発生したという。1873年（明治6年）に愛知県犬山町（現・犬山市）で洪水が起きたときも、実際に「ヤロカヤロカ」と声が聞こえたといわれる。